# Helina whitei
Helina whitei är en tvåvingeart som beskrevs av Malloch 1922. Helina whitei ingår i släktet Helina och familjen husflugor. Inga underarter finns listade i Catalogue of Life.